# Laurentius Wrethelius
Laurentius Wrethelius, döpt 6 september 1650 i Vreta klosters socken, död 1 april 1694 i Mjölby socken, var en svensk präst.

## Biografi
Laurentius Wrethelius döptes 6 september 1650 i Vreta klosters socken. Han var son till bonden Måns Olofsson och Kajsa Larsdotter. Wrethelius blev 1674 student vid Lunds universitet och 1677 vid Upsala universitet. Han prästvigdes 20 maj 1681 och blev samma år komminister i Sörby församling. Wrethelius blev 13 juli 1690 kyrkoherde i Mjölby församling och tillträdde 1691. Han var respondens vid prästmötet 1692 och predikade på prästmötet 1694 över Första Korinthierbrevet 9:16–17. Wrethelius avled 1 april 1694 i Mjölby socken.
Wrethelius var gift med Ingeborg Cornejus. Hon var dotter till kyrkoherden Esbernus Cornejus i Horns socken.